# Clasa Palatină
Clasa Palatină a fost o clasă specială de elevi formată începând cu anul 1932 (inaugurată oficial la data de 30 ianuarie 1933) la cererea Regelui Carol al II-lea al României pentru educația fiului său, Voievodul Mihai (mai târziu Majestatea Sa Regele Mihai I al României).
Elevii clasei au fost atent aleși, astfel încât viitorul rege să fie pus în contact cu colegi din clase sociale cât mai diverse (copii de funcționari, țărani, industriași, intelectuali etc.)
În 2017, după decesul Majestății Sale Regelui Mihai I al României, singurul supraviețuitor al Clasei Palatine a rămas Lascăr Zamfirescu, până la moartea sa în 27 mai 2020.

## Programa școlară
Programa Clasei Palatine era asemănătoare cu cea a altor licee din România. Diferența față de alte școli, consta în faptul că în această instituție își urma cursurile principele moștenitor Mihai I. Animați de participarea la cursuri a viitorului rege, profesorii erau conștienți de marea responsabilitatea care le revenea. Era acordată o atenție specială orelor de sport, exista o logistică superioară și înzestrarea tehnico-materială era o prioritate. A fost aplicată ca metodă de studiu așa zisele lecții de sinteză prin țară, care erau la acea vreme o premieră în învățământul românesc. La elaborarea acestui concept și-a adus aportul și regele Carol al II-lea al României. Lecțiile de sinteză presupuneau efectuarea de călătorii. Profesorul Ion Conea a făcut cuvenitele precizări în explicarea metodei:
„...Creatorul Clasei Regale, Majestatea Sa Regele, a înțeles din capul locului că simpla înregistrare teoretică a cunoștințelor prevăzute în program și predate la fiecare obiect în parte nu poate atinge scopul ce trebuie urmărit, mai ales într-o astfel de școală., și că munca profesorilor, ca și efortul elevilor, nu pot da finalmente tot randamentul necesar, dacă elevului nu i se creează ocazia și nu i se dă posibilitatea de a utiliza — de a practiciza, dacă e permis să spunem astfel, acele cunoștințe și de a le lega între ele, a le mânui și a elabora și el, la rândul lui, sprijinit pe ele, o sinteză după puterea minții sale. ... "

## Profesori
- Muzică: Nicolae Saxu (I-IV, 1932-1936), Ion Chires-cu (V-VIII, 1936-1940), Florica Musicescu (pian);[4]
- Desen: Nicolae Saxu (I-IV, 1932-1936), Dimitrie Știubei (V-VIII, 1936-1940);[4]
- Caligrafie: Nicolae Saxu (I-II, 1932-1933);[4]
- Lucru manual: Mr. Macavei (I-IV, 1932-1936), M. Ionescu (V-VI, 1936-1938);[4]
- Educație fizică Emil Pălăngeanu (I-IV, 1932-1936), Virgil Roșală (V-VIII, 1936-1940);[4]
- Fizică și chimie: Cristian Musceleanu (III-VI, 1935-1938), Dr. C. Ionescu (VII-VIII, 1938-1940);[4]
- Limba latină: profesor academician Nicolae Popescu (III-VII, 1935-1939), Nicolae Herescu (VIII, 1939-1940) Psihologie Vasile Băncilă (VI, 1937-1938);[4]
- Drept: Ion V. Gruia (VII, 1938-1939);[4]
- Economie politică: Eugen Demetrescu (VII, 1938-1939);[4]
- Filosofie: Ion Zamfirescu (VII-VIII, 1938-1940);[4]
- Limba elină: Pr. acad. Nicolae Popescu (VII, 1938-1939);[4]
- Educație morală: Cpt. Mircea Tomescu (VII, 1938-1939) Igienă Ion Bratu (VIII, 1939-1940);[4]
- Estetică  și  artă plastică : Cpt. Eugen Pohonțu (1934-1938),

## Legături externe
- O școală pentru un singur copil Arhivat în 17 octombrie 2016, la Wayback Machine. în revista Historia
- Un blog dedicat Clasei Palatine